# Gra planszowa

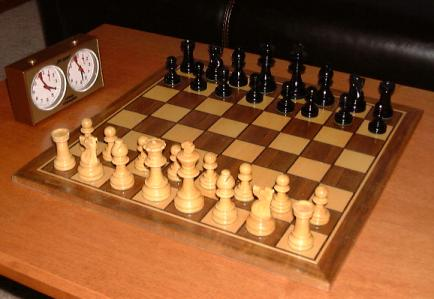
Szachownica (plansza do gry w szachy) z figurami w początkowym rozstawieniu

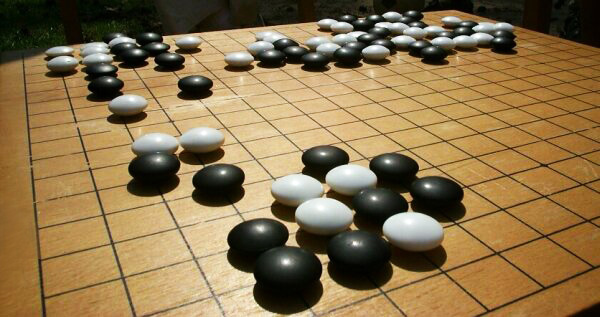
Goban (plansza do gry w go) z kamieniami zagranymi w czasie gry

Gra planszowa (potocznie planszówka) – rodzaj gry towarzyskiej, do której używana jest plansza.
Do najstarszych gier zalicza się: królewska gra z Ur, wari, senet, go, młynek i tryktrak.
Wiele gier planszowych ma swoje wersje komputerowe na różne systemy operacyjne, niektóre charakteryzują się przy tym bardzo dobrą tzw. sztuczną inteligencją (szczególnie dotyczy to programów szachowych). W dorobku niektórych arcymistrzów szachowych znajdują się zwycięstwa z najlepszymi nawet maszynami. Znane są też przenośne, konsolowe wersje gier planszowych (m.in. szachy, sudoku).
Istnieją również gry, które są układami dla jednej osoby, np. samotnik.
Niektóre gry planszowe da się również rozegrać używając kartki papieru (w kratkę), m.in. zaliczają się do tego: okręty i gomoku.

## Tradycyjne gry planszowe
Tradycyjne plansze posiadają specjalne pola, na których najczęściej rozgrywane są partie poprzez umieszczanie lub przesuwanie pionów w ustalonej wcześniej kolejności przez graczy, których liczba jest ściśle ustalona.
W tradycyjnych grach planszowych zazwyczaj istnieją zasady przesuwania pionów zgodnie z pewnym kierunkiem lub ustalony jest konkretny sposób ich poruszania – np. ruch skoczka w szachach. Pola na planszach mają różne kształty, najczęściej kwadratowe lub sześciokątne. Czasami cała plansza składa się wyłącznie z pól, na których umieszcza się piony – jak np. szachy, w innych przypadkach tylko część planszy stanowią pola, na których przemieszcza się piony, a część służy innym celom, jak np. w Fortuna, czy Magia i miecz. Wiele gier planszowych posiada kilka różnych odmian o nieco innych zasadach rozgrywki (np. inna liczba graczy, dodatkowe piony, inne zasady ruchu czy bicia pionów przeciwnika, plansza o zmienionych rozmiarach itp.). Niektóre polegają na tym że ruch polega na ustawieniu jakiegoś pionka na planszy który może być przez cały czas nieruchomy, bądź w następnym etapie gry zacząć się poruszać.

## Współczesne gry planszowe

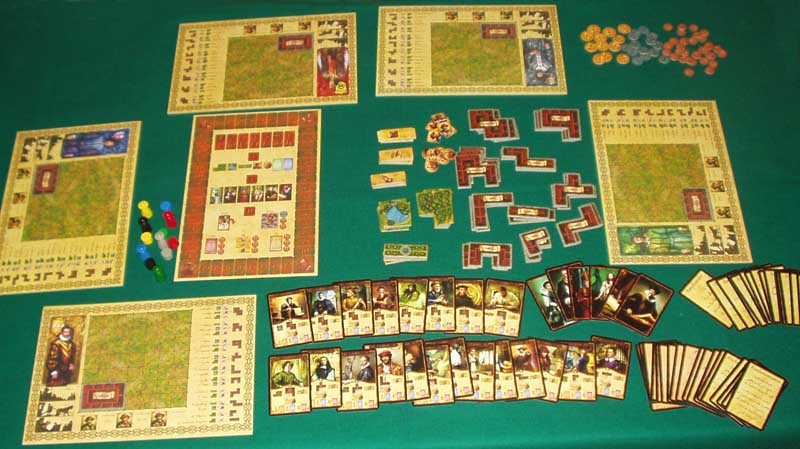
Książęta Florencji, początkowy układ stołu

Współczesne gry planszowe są często osadzone fabularnie w konkretnym czasie i przestrzeni, przez co stają się symulacjami. Często odchodzi się również od plansz dzielonych na pola. Plansze takich gier to obszar nawiązujący szatą graficzną do tytułu, na którym kładzione są karty lub żetony, stawiane budowle itp. Spora grupa gier charakteryzuje się również jedną planszą wspólną dla wszystkich graczy oraz mniejszymi planszami – po jednej dla każdego z graczy (np. Puerto Rico czy Książęta Florencji), na których odbywa się całość lub część rozgrywki. Niektóre gry posiadają wiele plansz, na których gra toczy się równocześnie (np. Shadows over Camelot).
Nowoczesne gry planszowe najczęściej dzielone są na dwie kategorie – tzw. eurogry i ameritrashe. Obecnie coraz większą popularnością cieszą się gry z nurtu hybrydowego łączącego cechy obu tych kategorii.
Autorzy nowoczesnych gier planszowych z gatunku tzw. eurogier, nawiązując do starożytnych gier logicznych, starają się rezygnować w jak największym stopniu z elementów losowych (np. rezygnacja z używania kostki) tak, aby tylko od inteligencji oraz obranej przez graczy strategii zależał przebieg rozgrywki. Elementem różnicującym przebieg i zasady gry stała się tak zwana mechanika gry. 
Gry typu ameritrash, w przeciwieństwie do eurogier, nie próbują unikać dawki losowości. Głównym atutem gier typu ameritrash jest natomiast mocno odczuwalny klimat gry skomponowany z mechaniką gry, wysoka jakość wykonania i większa różnorodność stylów. Wśród ameritrashy możemy spotkać gry oparte na rywalizacji, drużynowe, w pełni kooperacyjne, kooperacyjne z motywem zdrajcy i wiele innych rozwiązań.
Nowoczesne gry planszowe często łączą oba style projektowania gier, stając się hybrydą pomiędzy ameritrashem a eurogrą. Daje to twórcom możliwość poszerzenia grupy odbiorcy ich gry. 

## Gry planszowe dla dzieci
Gry planszowe to dobry sposób na rozwój dziecka w wielu dziedzinach – od spostrzegawczości, przez analitykę, strategię, liczenie oraz komunikację i wyrażanie emocji. Dziecko grając nie tylko dobrze się bawi, ale też poznaje świat.
Gry planszowe dla dzieci charakteryzują się wieloma aspektami edukacyjnymi. Najlepsze gry planszowe dla dzieci łączą dobrą zabawę z nauką. Dzieci grając w planszówki uczą się nie tylko treści wyniesionych z gier, ale przede wszystkim uczą się samodzielności w rozwiązywaniu problemów, planowania i przewidywania. Gry planszowe dla dzieci  często świetnie nadają się do wspólnego spędzania czasu całą rodziną.